# Kerry Livgren
Kerry Livgren (Topeka, Kansas, 18 september 1949) is een Amerikaanse gitarist en toetsenist. Hij werd bekend als medeoprichter en langdurig lid van de rockband Kansas.
Livgren heeft een aantal hits van Kansas geschreven waaronder Dust in the Wind en Carry on wayward son. Na een jarenlange spirituele zoektocht langs diverse godsdiensten, bekeerde hij zich in 1979 tot het christendom. In 1983 verliet hij samen met bassist Dave Hope, die eveneens christen was geworden, de band Kansas om samen de gospelband AD op te richten. De overige bandleden waren Warren Ham en Michael Gleason. AD werd in 1988 opgeheven.
Ook maakte hij een aantal soloplaten, waarvan Seeds of Change uit 1980 de eerste was. Livgren bestierde een farm, een studio, een productiebedrijf en een record label in Berryton, een buurtschap nabij de stad Topeka in Kansas. Kerry's laatste publieke optreden was met zijn oude band Kansas op 7 februari 2009, ter ere van het 35-jarig bestaan van de groep. Een registratie van dit concert verschijnt op dvd, blu-ray en cd.

Op 1 september 2009 werd Kerry getroffen door een vrij zwaar herseninfarct. Zijn toestand werd door zijn naaste familieleden omschreven als ernstig, maar stabiel. Na een operatie en periode van revalidatie kwam hij weer thuis.  Nadien leek hij er wonderwel weinig aan overgehouden te hebben. Op 6 oktober 2014 schreef hij op zijn Facebook-pagina: 
De rechterhelft van mijn lichaam functioneert deels, evenals spraak en diverse andere zaken. Ik kan een beetje piano spelen, maar geen gitaar. Iedereen bedankt voor de gebeden. Zijn wil geschiede.